# 何毓琦
何毓琦（Yu-Chi "Larry" Ho，1934年3月1日—），美籍华人数学家、控制理论家，哈佛大学、清华大学教授。
他是控制理论领域书籍《Applied Optimal Control》一书的共同作者，此外他也是微分博弈、模式识别等领域的开拓者。

## 背景
何毓琦祖籍浙江诸暨枫桥赵家花明泉村，1934年3月1出生于中国上海。于1949年（15岁）时离开上海前往香港并在香港完成高中教育。1950年，他被美国麻省理工学院录取（16岁），并在1953年（19岁）拿到电子工程学位，1955年拿到电子工程硕士学位。在Bendix Aviation工作三年之后，他接着进入哈佛大学攻读博士，并于1961年拿到应用数学的博士学位。

## 奖励与荣誉
- 美国工程院院士
- 中国科学院外籍院士
- 中国工程院外籍院士
- 美国电气与电子工程师协会(IEEE)会士

## 对中美交流贡献
- 麻州亚裔美国人年会的创建者和第一任主席
- 大波士顿中华文化协会主席（1995-1998）
- 华裔美国人协会新英格兰分会主席（1982-1985）

## 个人生活
何毓琦于1961年加入美国国籍，于1959年情人节向现在的妻子Sophia求婚。他们育有三个孩子，分别是Adrian, Christine和Lara。他与2007年4月25日到科学网上开通博客，分享科研经验与人生感悟。根据他的博客介绍，在总共四十多年的学术生涯中，他和妻子一起去过了《一生中要去的一千个地方》中的200多个。
- 何毓琦教授为民国何竞武将军之子，
- 其弟为实业家、企业教育家美籍华人何毓璇先生。